# Campeonato Brasileño de Fútbol Serie D 2019
El Campeonato Brasileño de Serie D 2019 fue la undécima (11.ª) edición del campeonato de cuarta categoría del fútbol brasileño. Para esta edición, contó con la participación de 68 equipos, los cuales clasificaron por sus respectivos torneos estatales o por campeonatos organizados por cada una de las federaciones. Además, muchos de los equipos que participaron en esta edición también fueron participantes en la temporada anterior. El torneo comenzó el 4 de mayo y finalizó el 18 de agosto.

## Sistema de juego[1]
Los 68 equipos clasificados fueron divididos en 17 grupos de 4 equipos cada uno. Se jugarán partidos de ida y vuelta entre los equipos de cada grupo, llegando a máximo seis partidos en la primera fase.
Los mejores equipos de cada grupo y, además, los 15 mejores segundos clasificarán a la segunda fase.
Luego, se ubican dos equipos y se jugarán partidos de ida y vuelta para llegar a los dieciseisavos de final, octavos de final, cuartos de final, semifinal y final.
Finalmente, los cuatro equipos clasificados a la semifinal serán ascendidos al Campeonato Brasileño de Fútbol Serie C 2020

## Equipos participantes
Los equipos clasificados son:
| Estado                                   | Equipo                                                     | Vía de clasificación |
| ---------------------------------------- | ---------------------------------------------------------- | --- |
| Acre 2 cupos                             | Río Branco - AC Galvez                                     | Campeón del Campeonato Acreano 2018 Subcampeón del Campeonato Acreano 2018 |
| Alagoas 2 cupos                          | ASA Coruripe                                               | Mejor ubicado del Campeonato Alagoano 2018 Segundo mejor ubicado del Campeonato Alagoano 2018 |
| Amapá 2 cupo                             | Ypiranga - AP Santos - AP                                  | Campeón de Campeonato Amapaense 2018 Subcampeón de Campeonato Amapaense 2018 |
| Amazonas 2 cupos                         | Manaus Fast Clube                                          | Campeón del Campeonato Amazonense 2018 Subcampeón del Campeonato Amazonense 2018 |
| Bahía 3 cupos + 1 adicional              | Juazeirense Fluminense de Feira Bahía de Feira Jacuipense  | Puesto 18 del Campeonato Brasileño de Fútbol Serie C 2018 Mejor ubicado del Campeonato Baiano 2018 Segundo mejor ubicado del Campeonato Baiano 2018 Tercer mejor ubicado del Campeonato Baiano 2018                   |
| Ceará 2 cupos                            | Atlético Cearense Floresta                                 | Mejor ubicado del Campeonato Cearense 2018 Segundo mejor ubicado del Campeonato Cearense 2018 |
| Distrito Federal 2 cupos                 | Sobradinho Brasiliense                                     | Campeón del Campeonato Brasiliense 2018 Subcampeón del Campeonato Brasiliense 2018 |
| Espírito Santo 2 cupos                   | Serra Vitória - ES                                         | Campeón del Campeonato Capixaba 2018 Campeón de la Copa Espírito Santo de 2018 |
| Goiás 3 cupos                            | Aparecidense Anapolina Iporá                               | Mejor ubicado del Campeonato Goiano 2018 Segundo mejor ubicado del Campeonato Goiano 2018 Mejor ubicado del Campeonato Goiano 2018                                                                                    |
| Maranhão 2 cupos                         | Moto Club Maranhão                                         | Mejor ubicado del Campeonato Maranhense 2018 Campeón de la Copa FMF de 2018 |
| Mato Grosso 2 cupos                      | Sinop União Rondonópolis                                   | Mejor ubicado del Campeonato Matogrossense 2018 Segundo mejor ubicado del Campeonato Matogrossense 2018 |
| Mato Grosso del Sur 2 cupos              | Operário - MS Corumbaense                                  | Campeón del Campeonato Sul-Matogrossense 2018 Subcampeón del Campeonato Sul-Matogrossense 2018 |
| Minas Gerais 3 cupos + 1 adicional       | Tupi URT Patrocinense Caldense                             | Puesto 17 del Campeonato Brasileño de Fútbol Serie C 2018 Mejor ubicado del Campeonato Mineiro 2018 Segundo mejor ubicado del Campeonato Mineiro 2018 Tercer mejor ubicado del Campeonato Mineiro 2018                |
| Pará 2 cupos                             | Bragantino - PA São Raimundo - PA                          | Mejor ubicado del Campeonato Paraense 2018 Segundo mejor ubicado del Campeonato Paraense 2018 |
| Paraíba 3 cupos                          | Campinense Serrano                                         | Mejor ubicado del Campeonato Paraibano 2018 Segundo mejor ubicado del Campeonato Paraibano 2018 |
| Paraná 3 cupos                           | Foz do Iguaçu Maringá Cianorte                             | Mejor ubicado del Campeonato Paranaense 2018 Segundo mejor ubicado del Campeonato Paranaense 2018 Tercer mejor ubicado del Campeonato Paranaense 2018                                                                 |
| Pernambuco 3 cupos + 1 adicional         | Salgueiro Central Vitória das Tabocas América Pernambucano | Puesto 19 del Campeonato Brasileño de Fútbol Serie C 2018 Mejor ubicado del Campeonato Pernambucano 2018 Segundo mejor ubicado del Campeonato Pernambucano 2018 Tercer mejor ubicado del Campeonato Pernambucano 2018 |
| Piauí 2 cupos                            | Altos Ríver - PI                                           | Campeón del Campeonato Piauiense 2018 Mejor ubicado del Campeonato Piauiense 2018 |
| Río de Janeiro 3 cupos                   | Itaboraí Portuguesa - RJ Boavista                          | Subcampeón de la Copa Río 2018 Mejor ubicado del Campeonato Carioca 2018 Segundo mejor ubicado del Campeonato Carioca 2018                                                                                            |
| Río Grande del Norte 2 cupos             | América de Natal Santa Cruz de Natal                       | Mejor ubicado del Campeonato Potiguar 2018 Segundo mejor ubicado del Campeonato Potiguar 2018 |
| Río Grande del Sur 3 cupos + 1 adicional | Gaúcho Avenida Caxias do Sul                               | Campeón de la Copa FGF de 2018 Segundo mejor ubicado del Campeonato Gaúcho 2018 Tercer mejor ubicado del Campeonato Gaúcho 2018                                                                                       |
| Rondonia 2 cupos                         | Real Ariquemes Barcelona - RO                              | Campeón del Campeonato Rondoniense 2018 Subcampeón del Campeonato Rondoniense 2018 |
| Roraima 2 cupos                          | São Raimundo - RR Atlético Roraima                         | Campeón del Campeonato Roraimense 2018 Subcampeón del Campeonato Roraimense 2018 |
| São Paulo 4 cupos                        | Ferroviária São Caetano Novorizontino Ituano               | Subcampeón de la Copa Paulista 2018 Mejor ubicado del Campeonato Paulista 2018 Segundo mejor ubicado del Campeonato Paulista 2018 Tercer mejor ubicado del Campeonato Paulista 2018                                   |
| Santa Catarina 3 cupos + 1 adicional     | Joinville Tubarão Brusque Hercílio Luz                     | Puesto 20 del Campeonato Brasileño de Fútbol Serie C 2018 Mejor ubicado del Campeonato Catarinense 2018 Segundo mejor ubicado del Campeonato Catarinense 2018 Tercer mejor ubicado del Campeonato Catarinense 2018    |
| Sergipe 2 cupos                          | Sergipe Itabaiana                                          | Campeón del Campeonato Sergipano 2018 Subcampeón del Campeonato Sergipano 2018 |
| Tocantins 2 cupos                        | Palmas Interporto                                          | Campeón del Campeonato Tocantinense 2018 Tercer puesto del Campeonato Tocantinense 2018 |

## Fase de grupos
- Los grupos que se presentan a continuación fueron publicado el 1 de marzo.[4] Las fechas, locales y horarios de los partidos fueron divulgados el 19 de abril.[5]

### Grupo A1
| Pos. | Equipos           | PTS | PJ | PG | PE | PP | GF | GC | Dif. |
| ---- | ----------------- | --- | -- | -- | -- | -- | -- | -- | ---- |
| 1.   | São Raimundo - RR | 12  | 6  | 4  | 0  | 2  | 15 | 6  | +9   |
| 2.   | Fast Clube        | 9   | 6  | 2  | 3  | 1  | 9  | 5  | +4   |
| 3.   | Barcelona - RO    | 8   | 6  | 2  | 2  | 2  | 7  | 10 | –3   |
| 4.   | Río Branco - AC   | 4   | 6  | 1  | 1  | 4  | 6  | 16 | –10  |

### Grupo A2
| Pos. | Equipos        | PTS | PJ | PG | PE | PP | GF | GC | Dif. |
| ---- | -------------- | --- | -- | -- | -- | -- | -- | -- | ---- |
| 1    | Manaus         | 14  | 6  | 4  | 2  | 0  | 16 | 7  | +9   |
| 2    | Real Ariquemes | 11  | 6  | 3  | 2  | 1  | 9  | 9  | 0    |
| 3    | Galvez         | 6   | 6  | 1  | 3  | 2  | 10 | 12 | –2   |
| 4    | Santos - AP    | 1   | 6  | 0  | 1  | 5  | 3  | 10 | –7   |

### Grupo A3
| Pos. | Equipos           | PTS | PJ | PG | PE | PP | GF | GC | Dif. |
| ---- | ----------------- | --- | -- | -- | -- | -- | -- | -- | ---- |
| 1    | Moto Club         | 14  | 6  | 4  | 2  | 0  | 16 | 4  | +12  |
| 2    | São Raimundo - PA | 13  | 6  | 4  | 1  | 1  | 12 | 7  | +5   |
| 3    | Ypiranga - AP     | 5   | 6  | 1  | 2  | 3  | 8  | 13 | –5   |
| 4    | Atlético Roraima  | 1   | 6  | 0  | 1  | 5  | 3  | 15 | –12  |

### Grupo A4
| Pos. | Equipos         | PTS | PJ | PG | PE | PP | GF | GC | Dif. |
| ---- | --------------- | --- | -- | -- | -- | -- | -- | -- | ---- |
| 1    | Bragantino - PA | 9   | 6  | 3  | 0  | 3  | 8  | 7  | +1   |
| 2    | Floresta        | 9   | 6  | 2  | 3  | 1  | 11 | 7  | +4   |
| 3    | Ríver           | 9   | 6  | 2  | 3  | 1  | 10 | 7  | +3   |
| 4    | Santa Cruz - RN | 5   | 6  | 1  | 2  | 3  | 6  | 14 | –8   |

### Grupo A5
| Pos. | Equipos           | PTS | PJ | PG | PE | PP | GF | GC | Dif. |
| ---- | ----------------- | --- | -- | -- | -- | -- | -- | -- | ---- |
| 1    | Atlético Cearense | 15  | 6  | 5  | 0  | 1  | 12 | 6  | +6   |
| 2    | Central           | 9   | 6  | 3  | 0  | 3  | 10 | 7  | +3   |
| 3    | Altos             | 9   | 6  | 3  | 0  | 3  | 7  | 10 | –3   |
| 4    | Maranhão          | 3   | 6  | 1  | 0  | 5  | 10 | 16 | –6   |

### Grupo A6
| Pos. | Equipos          | PTS | PJ | PG | PE | PP | GF | GC | Dif. |
| ---- | ---------------- | --- | -- | -- | -- | -- | -- | -- | ---- |
| 1    | América de Natal | 14  | 6  | 4  | 2  | 0  | 20 | 1  | +19  |
| 2    | América - PE     | 10  | 6  | 3  | 1  | 2  | 8  | 8  | 0    |
| 3    | Bahia de Feira   | 7   | 6  | 3  | 1  | 2  | 12 | 5  | +7   |
| 4    | Serrano          | 0   | 6  | 0  | 0  | 6  | 2  | 28 | –26  |

1. ↑  El Bahía de Feira fue punido por el STJD con la pérdida de tres puntos por escalación irregular de jugador..

### Grupo A7
| Pos. | Equipos             | PTS | PJ | PG | PE | PP | GF | GC | Dif. |
| ---- | ------------------- | --- | -- | -- | -- | -- | -- | -- | ---- |
| 1    | Jacuipense          | 15  | 6  | 5  | 0  | 1  | 11 | 2  | +9   |
| 2    | ASA                 | 13  | 6  | 4  | 1  | 1  | 8  | 5  | +3   |
| 3    | Campinense          | 7   | 6  | 2  | 1  | 3  | 6  | 5  | +1   |
| 4    | Vitória das Tabocas | 0   | 6  | 0  | 0  | 6  | 3  | 16 | –13  |

### Grupo A8
| Pos. | Equipos             | PTS | PJ | PG | PE | PP | GF | GC | Dif. |
| ---- | ------------------- | --- | -- | -- | -- | -- | -- | -- | ---- |
| 1    | Fluminense de Feira | 12  | 6  | 3  | 3  | 0  | 8  | 4  | +4   |
| 2    | Salgueiro           | 10  | 6  | 2  | 4  | 0  | 8  | 6  | +2   |
| 3    | Sergipe             | 5   | 6  | 1  | 2  | 3  | 11 | 10 | +1   |
| 4    | Coruripe            | 4   | 6  | 1  | 1  | 4  | 2  | 9  | –7   |

### Grupo A9
| Pos. | Equipos      | PTS | PJ | PG | PE | PP | GF | GC | Dif. |
| ---- | ------------ | --- | -- | -- | -- | -- | -- | -- | ---- |
| 1    | Itabaiana    | 13  | 6  | 4  | 1  | 1  | 9  | 5  | +4   |
| 2    | Juazeirense  | 11  | 6  | 3  | 2  | 1  | 8  | 4  | +4   |
| 3    | Aparecidense | 9   | 6  | 3  | 0  | 3  | 8  | 5  | +3   |
| 4    | Interporto   | 1   | 6  | 0  | 1  | 5  | 2  | 13 | –11  |

### Grupo A10
| Pos. | Equipos     | PTS | PJ | PG | PE | PP | GF | GC | Dif. |
| ---- | ----------- | --- | -- | -- | -- | -- | -- | -- | ---- |
| 1    | Iporá       | 10  | 6  | 3  | 1  | 2  | 7  | 5  | +2   |
| 2    | Sinop       | 9   | 6  | 2  | 3  | 1  | 7  | 8  | –1   |
| 3    | Corumbaense | 7   | 6  | 2  | 1  | 3  | 9  | 9  | 0    |
| 4    | Palmas      | 6   | 6  | 1  | 3  | 2  | 5  | 6  | –1   |

### Grupo A11
| Pos. | Equipos            | PTS | PJ | PG | PE | PP | GF | GC | Dif. |
| ---- | ------------------ | --- | -- | -- | -- | -- | -- | -- | ---- |
| 1    | Patrocinense       | 10  | 6  | 3  | 1  | 2  | 9  | 7  | +2   |
| 2    | União Rondonópolis | 10  | 6  | 3  | 1  | 2  | 10 | 9  | +1   |
| 3    | Anapolina          | 8   | 6  | 2  | 2  | 2  | 6  | 6  | 0    |
| 4    | Operário - MS      | 5   | 6  | 1  | 2  | 3  | 6  | 9  | –3   |

### Grupo A12
| Pos. | Equipos         | PTS | PJ | PG | PE | PP | GF | GC | Dif. |
| ---- | --------------- | --- | -- | -- | -- | -- | -- | -- | ---- |
| 1    | Caldense        | 16  | 6  | 5  | 1  | 0  | 7  | 1  | +6   |
| 2    | Vitória - ES    | 11  | 6  | 3  | 2  | 1  | 7  | 4  | +3   |
| 3    | Portuguesa - RJ | 7   | 6  | 2  | 1  | 3  | 5  | 6  | –1   |
| 4    | Sobradinho      | 0   | 6  | 0  | 0  | 6  | 1  | 9  | –8   |

### Grupo A13
| Pos. | Equipos     | PTS | PJ | PG | PE | PP | GF | GC | Dif. |
| ---- | ----------- | --- | -- | -- | -- | -- | -- | -- | ---- |
| 1    | Brasiliense | 12  | 6  | 3  | 3  | 0  | 5  | 2  | +3   |
| 2    | São Paulo   | 11  | 6  | 3  | 2  | 1  | 11 | 3  | +8   |
| 3    | URT         | 6   | 6  | 1  | 3  | 2  | 2  | 3  | –1   |
| 4    | Serra       | 2   | 6  | 0  | 2  | 4  | 1  | 11 | –10  |

### Grupo A14
| Pos. | Equipos       | PTS | PJ | PG | PE | PP | GF | GC | Dif. |
| ---- | ------------- | --- | -- | -- | -- | -- | -- | -- | ---- |
| 1    | Novorizontino | 14  | 6  | 4  | 2  | 0  | 13 | 3  | +10  |
| 2    | Hercílio Luz  | 9   | 6  | 3  | 0  | 3  | 5  | 6  | –1   |
| 3    | Itaboraí      | 5   | 6  | 1  | 2  | 3  | 6  | 10 | –4   |
| 4    | Tupi          | 5   | 6  | 1  | 2  | 3  | 5  | 10 | –5   |

### Grupo A15
| Pos. | Equipos       | PTS | PJ | PG | PE | PP | GF | GC | Dif. |
| ---- | ------------- | --- | -- | -- | -- | -- | -- | -- | ---- |
| 1    | Brusque       | 15  | 6  | 5  | 0  | 1  | 15 | 6  | +9   |
| 2    | Boavista      | 15  | 6  | 5  | 0  | 1  | 9  | 5  | +4   |
| 3    | Gaúcho        | 3   | 6  | 1  | 0  | 5  | 5  | 8  | –3   |
| 4    | Foz do Iguaçu | 3   | 6  | 1  | 0  | 5  | 3  | 13 | –10  |

### Grupo A16
| Pos. | Equipos     | PTS | PJ | PG | PE | PP | GF | GC | Dif. |
| ---- | ----------- | --- | -- | -- | -- | -- | -- | -- | ---- |
| 1    | Cianorte    | 13  | 6  | 4  | 1  | 1  | 5  | 3  | +2   |
| 2    | Caxias      | 11  | 6  | 3  | 2  | 1  | 8  | 4  | +4   |
| 3    | São Caetano | 5   | 6  | 1  | 2  | 3  | 7  | 7  | 0    |
| 4    | Tubarão     | 4   | 6  | 1  | 1  | 4  | 7  | 13 | –6   |

### Grupo A17
| Pos. | Equipos     | PTS | PJ | PG | PE | PP | GF | GC | Dif. |
| ---- | ----------- | --- | -- | -- | -- | -- | -- | -- | ---- |
| 1    | Avenida     | 10  | 6  | 3  | 1  | 2  | 6  | 5  | +1   |
| 2    | Ferroviária | 9   | 6  | 3  | 0  | 3  | 4  | 3  | +1   |
| 3    | Maringá     | 8   | 6  | 2  | 2  | 2  | 4  | 5  | –1   |
| 4    | Joinville   | 7   | 6  | 2  | 1  | 3  | 3  | 4  | –1   |

### Tabla de mejores segundos
| Grupo | Equipos            | PJ | PG | PE | PP | GF | GC | Dif. | Pts. |
| ----- | ------------------ | -- | -- | -- | -- | -- | -- | ---- | ---- |
| A15   | Boavista           | 6  | 5  | 0  | 1  | 9  | 5  | +4   | 15   |
| A3    | São Raimundo - PA  | 6  | 4  | 1  | 1  | 12 | 7  | +5   | 13   |
| A7    | ASA                | 6  | 4  | 1  | 1  | 8  | 5  | +3   | 13   |
| A13   | Ituano             | 6  | 3  | 2  | 1  | 11 | 3  | +8   | 11   |
| A16   | Caxias do Sul      | 6  | 3  | 2  | 1  | 8  | 4  | +4   | 11   |
| A9    | Juazeirense        | 6  | 3  | 2  | 1  | 8  | 4  | +4   | 11   |
| A12   | Vitória - ES       | 6  | 3  | 2  | 1  | 7  | 4  | +3   | 11   |
| A2    | Real Ariquemes     | 6  | 3  | 2  | 1  | 9  | 9  | 0    | 11   |
| A6    | Bahía de Feira     | 6  | 3  | 1  | 2  | 12 | 5  | +7   | 10   |
| A11   | União Rondonópolis | 6  | 3  | 1  | 2  | 10 | 9  | +1   | 10   |
| A8    | Salgueiro          | 6  | 2  | 4  | 0  | 8  | 6  | +2   | 10   |
| A5    | Central            | 6  | 3  | 0  | 3  | 10 | 7  | +3   | 9    |
| A17   | Ferroviária        | 6  | 3  | 0  | 3  | 4  | 3  | +1   | 9    |
| A14   | Hercílio Luz       | 6  | 3  | 0  | 3  | 5  | 6  | -1   | 9    |
| A4    | Floresta           | 6  | 2  | 3  | 1  | 11 | 7  | +4   | 9    |
| A1    | Fast Clube         | 6  | 2  | 3  | 1  | 10 | 7  | +3   | 9    |
| A10   | Sinop              | 6  | 2  | 3  | 1  | 7  | 8  | -1   | 9    |

|  |                                                   |
|  | Clasificado a la segunda fase.                    |
|  | Clasificado a la segunda fase como mejor segundo. |
|  | Eliminado.                                        |

## Segunda fase
Los 32 equipos clasificados a la segunda fase serán divididos en llaves en las que se jugarán partidos de ida y vuelta para definir a los 16 clasificados a la fase final del campeonato.
| Llave 1 | Llave 1 | Llave 1             |
| #       | Grupo   | Equipo              |
| ------- | ------- | ------------------- |
| 1       | A1      | São Raimundo-RR     |
| 2       | A2      | Manaus              |
| 3       | A3      | Moto Club           |
| 4       | A5      | Atlético Cearense   |
| 5       | A6      | América de Natal    |
| 6       | A7      | Jacuipense          |
| 7       | A8      | Fluminense de Feira |
| 8       | A9      | Itabaiana           |
| 9       | A10     | Iporá               |
| 10      | A11     | Patrocinense        |
| 11      | A12     | Caldense            |
| 12      | A13     | Brasiliense         |
| 13      | A14     | Novorizontino       |
| 14      | A15     | Brusque             |
| 15      | A16     | Cianorte            |
| 16      | A17     | Avenida             |

| Llave 2 | Llave 2 | Llave 2            |
| #       | Grupo   | Equipo             |
| ------- | ------- | ------------------ |
| 17      | A2      | Real Ariquemes     |
| 18      | A3      | São Raimundo-PA    |
| 19      | A4      | Bragantino         |
| 20      | A4      | Floresta           |
| 21      | A5      | Central            |
| 22      | A6      | América-PE         |
| 23      | A7      | ASA                |
| 24      | A8      | Salgueiro          |
| 25      | A9      | Juazeirense        |
| 26      | A11     | União Rondonópolis |
| 27      | A12     | Vitória-ES         |
| 28      | A13     | Ituano             |
| 29      | A14     | Hercílio Luz       |
| 30      | A15     | Boavista           |
| 31      | A16     | Caxias             |
| 32      | A17     | Ferroviária        |

- Los horarios de los partidos de la segunda fase del campeonato fueron publicados el 11 de junio.[7]

- Partidos el 16 y 23 de de junio.
| Equipo 1           | Agr.        | Equipo 2            | Ida | Vuelta |
| ------------------ | ----------- | ------------------- | --- | ------ |
| São Raimundo-PA    | 2–1         | São Raimundo-RR     | 1–0 | 1–1    |
| Real Ariquemes     | 2–6         | Manaus              | 1–2 | 1–4    |
| Floresta           | 5–3         | Moto Club           | 3–3 | 2–0    |
| Bragantino         | 4–2         | Atlético Cearense   | 3–0 | 1–2    |
| América-PE         | 1–2         | América de Natal    | 1–0 | 0–2    |
| Central            | 3–3 (3–5 p) | Jacuipense          | 2–0 | 1–3    |
| Salgueiro          | 1–2         | Fluminense de Feira | 1–1 | 0–1    |
| ASA                | 3–4         | Itabaiana           | 2–0 | 1–4    |
| União Rondonópolis | 2–5         | Iporá               | 2–3 | 0–2    |
| Juazeirense        | 1–1 (5–4 p) | Patrocinense        | 1–0 | 0–1    |
| Ituano             | 4–1         | Caldense            | 2–1 | 2–0    |
| Vitória-ES         | 2–1         | Brasiliense         | 0–0 | 2–1    |
| Boavista           | 1–1 (4–2 p) | Novorizontino       | 0–1 | 1–0    |
| Hercílio Luz       | 0–2         | Brusque             | 0–0 | 0–2    |
| Ferroviária        | 0–0 (3–4 p) | Cianorte            | 0–0 | 0–0    |
| Caxias             | 0–0 (6–5 p) | Avenida             | 0–0 | 0–0    |

## Tercera fase
- Los enfrentamientos en la tercera fase (octavos de final) continúan siendo por criterio regional, de acuerdo con el diagrama de fases. El club de mejor campaña en la suma de las dos primeras fases disputará el partido de vuelta como local.
- Partidos el 30 de junio y 7 de julio de 2019
| Equipo 1            | Agr.        | Equipo 2   | Ida | Vuelta |
| ------------------- | ----------- | ---------- | --- | ------ |
| São Raimundo-PA     | 1–1 (3–4 p) | Manaus     | 1–0 | 0–1    |
| Bragantino          | 1–3         | Floresta   | 0–0 | 1–3    |
| América de Natal    | 0–1         | Jacuipense | 0–0 | 0–1    |
| Fluminense de Feira | 0–3         | Itabaiana  | 0–1 | 0–2    |
| Juazeirense         | 1–1 (4–3 p) | Iporá      | 1–1 | 0–0    |
| Vitória-ES          | 1–2         | Ituano     | 0–0 | 1–2    |
| Boavista            | 1–4         | Brusque    | 1–1 | 0–3    |
| Caxias              | 2–1         | Cianorte   | 0–0 | 2–1    |

## Fase final
- A partir de la cuarta fase (cuartos de final), los enfrentamientos dejan de ser por criterio regional. De esta fase en adelante, el equipo de mejor campaña, sumándose todas las fases anteriores, enfrenta al de peor campaña; el equipo de segunda mejor campaña se enfrenta a la segunda peor campaña, y así sucesivamente hasta la final.
Tabla de clasificación después de los octavos de final
| Pos. | Equipos     | Pts | PJ | V | DG  | GF |
| ---- | ----------- | --- | -- | - | --- | -- |
| 1    | Brusque     | 23  | 10 | 7 | +14 | 21 |
| 2    | Manaus      | 23  | 10 | 7 | +13 | 23 |
| 3    | Jacuipense  | 22  | 10 | 7 | +10 | 15 |
| 4    | Itabaiana   | 22  | 10 | 7 | +8  | 16 |
| 5    | Ituano      | 21  | 10 | 6 | +12 | 17 |
| 6    | Floresta    | 17  | 10 | 4 | +8  | 19 |
| 7    | Caxias      | 17  | 10 | 4 | +5  | 10 |
| 8    | Juazeirense | 16  | 10 | 4 | +4  | 10 |

### Cuartos de final
- Los cuatro clubes triunfadores en cuartos de final ascienden a la Serie C 2020.
- Partidos el 14 y 21 de julio de 2019
| Equipo 1    | Agr. | Equipo 2   | Ida | Vuelta |
| ----------- | ---- | ---------- | --- | ------ |
| Juazeirense | 1–4  | Brusque    | 1–0 | 0–4    |
| Caxias      | 1–3  | Manaus     | 1–0 | 0–3    |
| Floresta    | 2–3  | Jacuipense | 2–2 | 0–1    |
| Ituano      | 3–2  | Itabaiana  | 3–1 | 0–1    |

### Semifinales
- Partidos el 15 y el 4 de agosto de 2019
| Equipo 1   | Agr.        | Equipo 2 | Ida | Vuelta |
| ---------- | ----------- | -------- | --- | ------ |
| Ituano     | 2–2 (3–4 p) | Brusque  | 2–0 | 0–2    |
| Jacuipense | 1–2         | Manaus   | 1–1 | 0–1    |

### Final
- Partidos el 11 de agosto y el 18 de agosto de 2019
| Equipo 1 | Agr.        | Equipo 2 | Ida | Vuelta |
| -------- | ----------- | -------- | --- | ------ |
| Brusque  | 4–4 (6–5 p) | Manaus   | 2–2 | 2–2    |

| 11 de agosto de 2019 | Brusque                            | 2 – 2   | Manaus           | Estadio Augusto Bauer, Brusque,                         |                                                         |
| 16:00                | Júnior Pirambu 48' · Zé Mateus 54' | Reporte | Rossini 62', 81' | Asistencia: 4 182 espectadores Árbitro(s): Wagner Reway | Asistencia: 4 182 espectadores Árbitro(s): Wagner Reway |

| 18 de agosto de 2019 | Manaus                                                                      | 2 – 2 (5-6 p.)             | Brusque                                                                  | Arena da Amazônia, Manaus,                                      |                                                                 |
| 16:00                | Sávio 8' · Mateus Oliveira 59'                                              | Reporte                    | Júnior Pirambu 2' · Thiago Alagoano 82'                                  | Asistencia: 44.896 espectadores Árbitro(s): Edina Alves Batista | Asistencia: 44.896 espectadores Árbitro(s): Edina Alves Batista |
|                      |                                                                             | Tiros desde el punto penal |                                                                          |                                                                 |                                                                 |
|                      | Derlan · Charles · Martony · Thiago Spice · Mateus Oliveira · Márcio Passos |                            | Thiago Alagoano · Airton · Thiago Henrique · Gama · Vinícius · Zé Carlos |                                                                 |                                                                 |

#### Campeón
| Serie D 2019                         |
| ------------------------------------ |
| Bandera del estado de Santa Catarina |
| Brusque 1º Título                    |

## Goleadores
| Pos. | Jugador         | Club    | Goles |
| ---- | --------------- | ------- | ----- |
| 1    | Júnior Pirambu  | Brusque | 10    |
| 2    | Gui Mendes      | Ituano  | 8     |
| 2    | Hamilton        | Manaus  | 8     |
| 2    | Mateus Oliveira | Manaus  | 8     |
| 2    | Thiago Alagoano | Brusque | 8     |

Fuente: CBF